# Allogymnopleurus zavattarii
Allogymnopleurus zavattarii là một loài bọ cánh cứng trong họ Bọ hung (Scarabaeidae).